# Richard Blackwell
Richard Blackwell, właśc. Richard Sylvan Selzer (ur. 29 sierpnia 1922 r. w Nowym Jorku, zm. 19 października 2008 w Los Angeles) – amerykański projektant i krytyk mody, osobowość radiowa i telewizyjna, dziennikarz, za młodu także aktor dziecięcy.

## Życiorys
Blackwell był pochodzenia żydowskiego. Zmienił nazwisko na Dick Ellis, by później przybrać nazwisko Blackwell. Najbardziej znany był z publikowanej corocznie w styczniu, począwszy od 1960 roku, listy 10 najgorzej ubranych kobiet (Mr. Blackwell’s Ten Worst Dressed Women). Był otwarcie deklarującym się gejem; przez szereg lat jego partnerem był Robert Spencer.